# Prvenstvo grada Zagreba u nogometu 1918./19.
Prvenstvo grada Zagreba u nogometu 1918./19. bilo je nogometno natjecanje koje je organizirala Nogometna sekcija Hrvatskog športskog saveza. Nogometna sekcija već je postala autonomno tijelo Hrvatskog športskog saveza, te je prema nekim izvorima prvenstvo proglasila za Prvenstvo Hrvatske i Slavonije. Naslov prvaka osvojio je Građanski pobijedivši u svim utakmicama.

## Natjecateljski sustav
Natjecateljski sustav određen je u prosincu 1918. godine. U I. razredu natjecalo se 5 momčadi koje su dvokružnim natjecateljskim sustavom (pobjeda = 2 boda, neodlučeno = 1 bod, poraz = bez bodova) međusobnim utakmicama odlučivali o prvaku Zagreba. Utakmice odigrane na jesen 1918. godine u Drugom ratnom prvenstvu Zagreba priznate su kao utakmice jesenskog dijela sezone 1918./19. Prvenstvo je završeno 6. srpnja 1919. godine

## 1. razred

### Rezultati
| rezultatska križaljka | GRA  | HAŠ | CON | ILI | CRO |
| --------------------- | ---- | --- | --- | --- | --- |
| Građanski             | GRA  | 2:0 | 4:0 | 3:0 | 3:1 |
| HAŠK                  | 2:4  | HAŠ | 2:2 | 4:0 | 5:1 |
| Concordia             | 1:4  | 0:4 | CON | 0:0 | 2:1 |
| Ilirija               | 1:5  | 1:4 | 0:6 | ILI | 4:1 |
| Croatia               | 0:11 | 0:7 | 0:3 | 0:2 | CRO |

### Ljestvica učinka
| mj | naziv kluba | uta | pob | neo | izg | pop | pri | bod |
| -- | ----------- | --- | --- | --- | --- | --- | --- | --- |
| 1. | Građanski   | 8   | 8   | 0   | 0   | 36  | 5   | 16  |
| 2. | HAŠK        | 8   | 5   | 1   | 2   | 28  | 10  | 11  |
| 3. | Concordia   | 8   | 3   | 2   | 3   | 14  | 15  | 8   |
| 4. | Ilirija     | 8   | 2   | 1   | 6   | 8   | 23  | 3   |
| 5. | Croatia     | 8   | 0   | 0   | 8   | 4   | 37  | 0   |

- Ilirija je kažnjena s oduzimanjem 2 boda, a Croatia s oduzimanjem 4 boda zbog nastupa s neprijavljenim igračima
- Zajednička momčad Concordie i Viktorije se tijekom sezone razdvojila na zasebne momčadi

## 2. razred

### Rezultati
| rezultatska križaljka | ŠPA | SLI | SLN |
| --------------------- | --- | --- | --- |
| Šparta                | ŠPA | 0:0 | 2:1 |
| Slavija               | 0:3 | SLI | 3:1 |
| Slaven                | 1:1 | 2:3 | SLN |

### Ljestvica učinka
| mj | naziv kluba | uta | pob | neo | izg | pop | pri | bod |
| -- | ----------- | --- | --- | --- | --- | --- | --- | --- |
| 1. | Šparta      | 4   | 2   | 2   | 0   | 6   | 2   | 6   |
| 2. | Slavija     | 4   | 2   | 1   | 1   | 6   | 6   | 5   |
| 3. | Slaven      | 4   | 0   | 1   | 3   | 5   | 9   | 1   |